# Internationale französische Tennismeisterschaften 1966
Die 65. internationalen französischen Tennismeisterschaften 1966 waren ein Tennis-Sandplatzturnier der Klasse Grand Slam, das von der ILTF veranstaltet wurde. Es fand vom 23. Mai bis zum 5. Juni 1966 in Roland Garros, Paris, Frankreich statt.

## Herreneinzel
Setzliste
| Nr. | Spieler            | Erreichte Runde |
| --- | ------------------ | --------------- |
| 01. | Fred Stolle        | Viertelfinale   |
| 02. | Roy Emerson        | Viertelfinale   |
| 03. | Tony Roche         | Sieg            |
| 04. | Nicola Pietrangeli | 3. Runde        |
| 05. | John Newcombe      | 3. Runde        |
| 06. | Dennis Ralston     | 4. Runde        |
| 07. | Cliff Richey       | 3. Runde        |
| 08. | Cliff Drysdale     | Halbfinale      |

| Nr. | Spieler           | Erreichte Runde |
| --- | ----------------- | --------------- |
| 09. | Pierre Darmon     | 4. Runde        |
| 10. | François Jauffret | Halbfinale      |
| 11. | Martin Mulligan   | 3. Runde        |
| 12. | Thomaz Koch       | 3. Runde        |
| 13. | Michael Sangster  | 2. Runde        |
| 14. | Juan Gisbert      | 4. Runde        |
| 15. | Jaidip Mukerjea   | 4. Runde        |
| 16. | Tom Okker         | 4. Runde        |

## Dameneinzel
Setzliste
| Nr. | Spielerin          | Erreichte Runde |
| --- | ------------------ | --------------- |
| 01. | Margaret Smith     | Halbfinale      |
| 02. | Maria Esther Bueno | Halbfinale      |
| 03. | Ann Jones          | Sieg            |
| 04. | Annette van Zyl    | Viertelfinale   |
| 05. | Nancy Richey       | Finale          |
| 06. | Carole Graebner    | 1. Runde        |
| 07. | Judy Tegart        | Achtelfinale    |
| 08. | Edda Buding        | Achtelfinale    |

| Nr. | Spielerin       | Erreichte Runde |
| --- | --------------- | --------------- |
| 09. | Raquel Giscafré | 2. Runde        |
| 10. | Françoise Dürr  | Viertelfinale   |
| 11. | Maryna Godwin   | 3. Runde        |
| 12. | Helga Schultze  | Viertelfinale   |
| 13. | Jitka Volavkova | 3. Runde        |
| 14. | Robyn Ebbern    | 1. Runde        |
| 15. | Gail Sherriff   | Achtelfinale    |
| 16. | Glenda Swan     | Achtelfinale    |